# Rebellion R-One
Chronologie des modèles
Rebellion R13
La Rebellion R-One est une voiture de course engagée par le Rebellion Racing dans les courses d'endurance, en catégorie LMP1-L (réservée aux voitures non-hybrides) entre 2014 et 2016.  La voiture a été conçue par le bureau d'études d'Oreca dirigé par Christophe Guibbal. Elle fait ses débuts au 6 Heures de Spa-Francorchamps, en mai 2014.
Durant sa carrière, elle a obtenu 18 victoires dans la catégorie LMP1-L et a été couronnée de trois titres de Championne du Monde d’Endurance LMP1-L.

## Développement

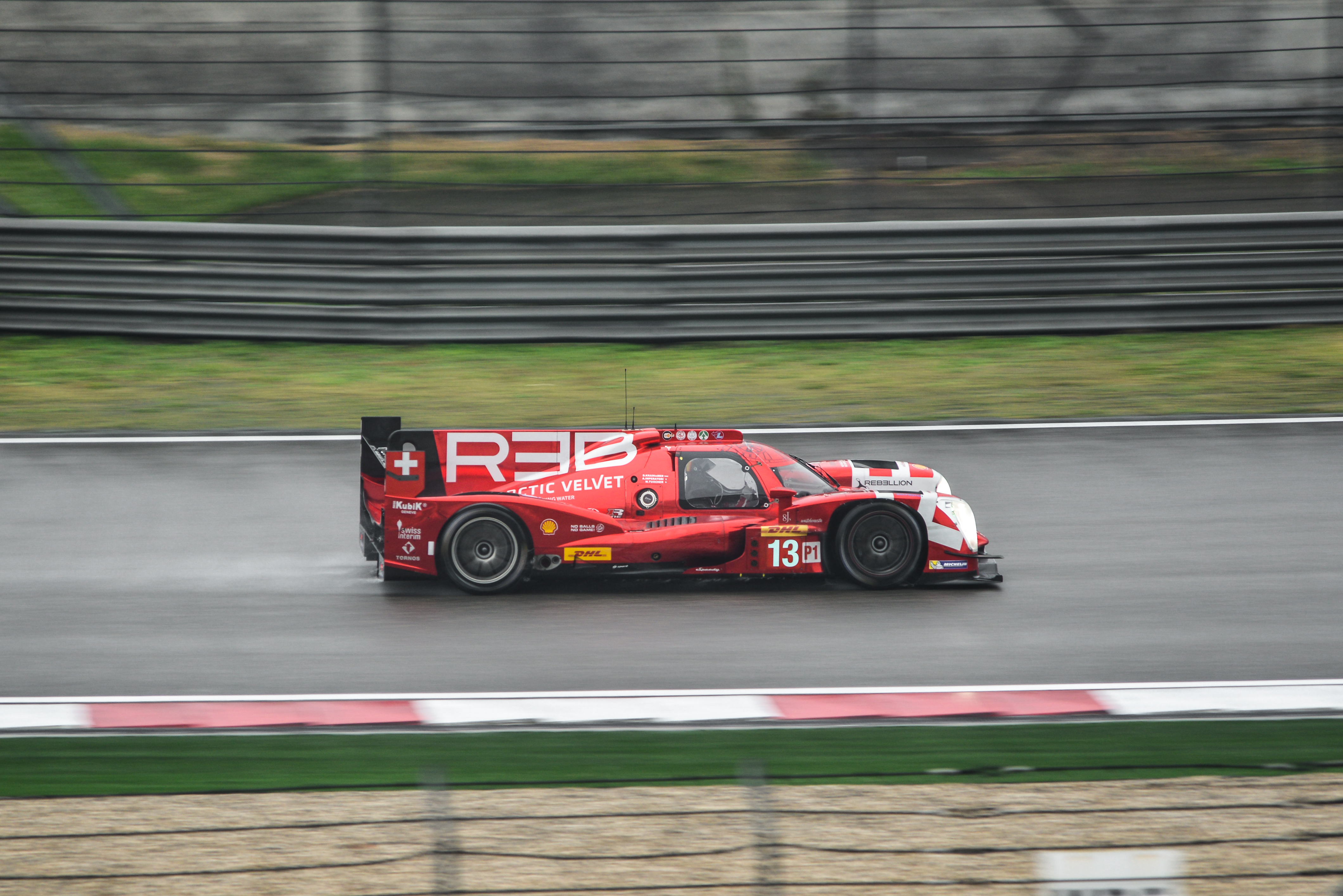
Rebellion R-One no 13 à Shanghai

Depuis sa création en 2008, sous la forme d'un partenariat entre Speedy Racing Team et Sebah Automotive, Rebellion Racing utilise des châssis Lola dans la catégorie LMP2 avant de passer à la catégorie LMP1 en 2009. 
En 2011, Rebellion Racing annonce un partenariat avec Toyota Motorsport GmbH, confirmant un contrat de fourniture de moteurs. Du fait de la disparition de Lola fin 2012, il était devenu de plus en plus difficile d'obtenir des pièces détachées pour les B12/80 (en) du Rebellion Racing. Rebellion réussit alors à négocier un contrat avec le constructeur français Oreca en 2013 pour la conception et la fabrication d'une voiture de la catégorie LMP1 pour la saison 2014,. La voiture est conçue « en un temps record de 12 mois » selon le directeur technique d'Oreca, David Floury. La voiture ne commence les essais qu'en avril 2014 et n'est pas prête pour la première course de la saison FIA WEC, les 6 Heures de Silverstone. Rebellion doit donc faire courir les deux Lola B12/80 (en) existantes pour la course de Silverstone, avant de passer aux R-One pour la 2e manche sur le circuit de Spa-Francorchamps. 
À la suite des 6 Heures de Spa et de la journée test des 24 heures du Mans, afin de combler l'écart avec les prototypes hybrides des équipes d'usine, la FIA et l’ACO permettent au poids minimum des Rebellion R-One de descendre de 40 kg et de passer ainsi à 810 kg. La limitation de consommation par tour est également supprimée, alors qu'elle ne l'est pas pour la catégorie LMP1-H à motorisation hybride. La limitation de la consommation instantanée est maintenue, mais est revue à 102,9 kg/h, soit une augmentation de 2 % par rapport à ce qui était autorisé précédemment.

## Compétition

### Championnat du monde d'endurance FIA 2014

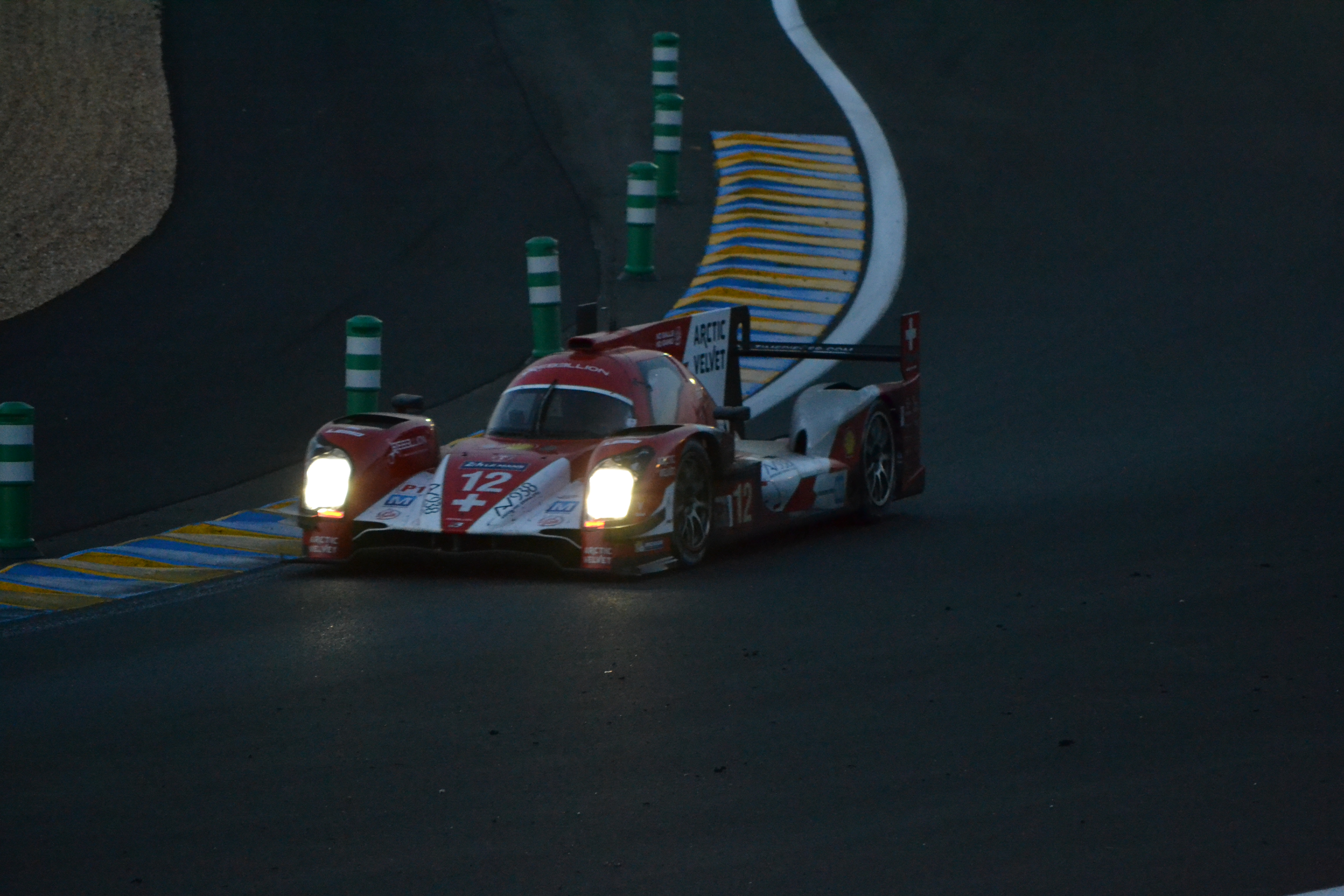
Une Rebellion R-One aux 24 Heures du Mans

La Rebellion R-One fait ses débuts en compétition lors des 6 Heures de Spa. Les deux voitures sont aux prises avec des problèmes de « déverminage » qui accompagnent habituellement les voitures neuves. Les deux voitures sont les seules participantes de la catégorie LMP1-L (non-hybrides). Elles sont donc assurées de gagner la catégorie, mais il reste à voir si ce sera la voiture n° 12 ou la n° 13. La voiture n°12 prend le 12e rang sur la grille de départ alors que la voiture n°13 ne réussit pas à établir un temps, et part du fond de la grille. La voiture n°12, pilotée par Nicolas Prost, Nick Heidfeld et Mathias Beche termine septième au classement général, à dix tours de la Toyota hybride victorieuse. La voiture n° 13 est la seule à se retirer de la course, en raison de problèmes électriques, après avoir bouclé 47 tours.
| Année | Nat.                 | Ecurie           | Classe | Nat.                                                                 | Pilotes                                        | No. | Manche  | Manche  | Manche  | Manche  | Manche | Manche | Manche | Manche | Points | WEP pos. |
| Année | Nat.                 | Ecurie           | Classe | Nat.                                                                 | Pilotes                                        | No. | 1       | 2       | 3       | 4       | 5      | 6      | 7      | 8      | Points | WEP pos. |
| ----- | -------------------- | ---------------- | ------ | -------------------------------------------------------------------- | ---------------------------------------------- | --- | ------- | ------- | ------- | ------- | ------ | ------ | ------ | ------ | ------ | -------- |
| 2014  | Drapeau de la Suisse | Rebellion Racing | LMP1-L | Drapeau de la France · Drapeau de l'Allemagne · Drapeau de la Suisse | Nicolas Prost Nick Heidfeld Mathias Beche      | 12  | SIL 1   | SPA 1   | LMN 1   | COA 1   | FUJ 2  | SHA 1  | BHR 2  | SÃO 2  | 204    | 1re      |
| 2014  | Drapeau de la Suisse | Rebellion Racing | LMP1-L | Drapeau de l'Italie · Drapeau de l'Autriche · Drapeau de la Suisse   | Andrea Belicchi Dominik Kraihamer Fabio Leimer | 13  | SIL DNF | SPA DNF | LMN DNF | COA DNF | FUJ 1  | SHA 2  | BHR 1  | SÃO 1  | 93     | 2e       |

### Championnat du monde d'endurance FIA 2015
Pour la saison 2015, le Rebellion Racing fait le choix du nouveau moteur V6 turbocompressé de Advanced Engine Research,. Le gain en puissance est estimé à environ 80 chevaux. En raison de ce changement de moteur, la Rebellion R-One à moteur AER n'entre pas en compétition avant les 24 Heures du Mans.
| Année | Nat.                 | Ecurie           | Classe | Nat.                                                                  | Pilotes                                           | No. | Manches | Manches | Manches | Manches | Manches | Manches | Manches | Manches | Points | WEP pos. |
| Année | Nat.                 | Ecurie           | Classe | Nat.                                                                  | Pilotes                                           | No. | 1       | 2       | 3       | 4       | 5       | 6       | 7       | 8       | Points | WEP pos. |
| ----- | -------------------- | ---------------- | ------ | --------------------------------------------------------------------- | ------------------------------------------------- | --- | ------- | ------- | ------- | ------- | ------- | ------- | ------- | ------- | ------ | -------- |
| 2015  | Drapeau de la Suisse | Rebellion Racing | LMP1-L | Drapeau de la France · Drapeau de l'Allemagne · Drapeau de la Suisse  | Nicolas Prost Nick Heidfeld Mathias Beche         | 12  | SIL     | SPA     | LMN 2   | NÜR 2   | COA 3   | FUJ 1   | SHA 1   | BHR 3   | 134    | 1re      |
| 2015  | Drapeau de la Suisse | Rebellion Racing | LMP1-L | Drapeau de la Suisse · Drapeau de l'Autriche · Drapeau de l'Allemagne | Alexandre Imperatori Dominik Kraihamer Daniel Abt | 13  | SIL     | SPA     | LMN 1   | NÜR DNF | COA 2   | FUJ 3   | SHA DNF | BHR 1   | 108    | 2e       |

### Championnat du monde d'endurance FIA 2016
À l'issue du Championnat du monde d'endurance FIA 2016, pour cause de changement de réglementation, la Rebellion R-One est retirée des compétitions. Durant sa carrière, elle a obtenu 18 victoires dans la catégorie LMP1-L (non-hybrides) et a été couronnée de trois titres de Championne du Monde d’Endurance LMP1-L non-hybrides.
| Année | Nat.                 | Ecurie           | Classe | Nat. | Pilotes                                               | No. | Manches | Manches | Manches | Manches | Manches | Manches | Manches | Manches | Points | WEP pos. |
| Année | Nat.                 | Ecurie           | Classe | Nat. | Pilotes                                               | No. | 1       | 2       | 3       | 4       | 5       | 6       | 7       | 8       | Points | WEP pos. |
| ----- | -------------------- | ---------------- | ------ | ---- | ----------------------------------------------------- | --- | ------- | ------- | ------- | ------- | ------- | ------- | ------- | ------- | ------ | -------- |
| 2016  | Drapeau de la Suisse | Rebellion Racing | LMP1-L |      | Alexandre Imperatori Dominik Kraihamer Mathéo Tuscher | 13  | SIL 1   | SPA 1   | LMN Ret | NÜR 1   | COA 1   | FUJ 1   | SHA 2   | BHR 1   | 193    | 1re      |
| 2016  | Drapeau de la Suisse | Rebellion Racing | LMP1-L |      | Mathias Beche Nick Heidfeld Nicolas Prost             | 12  | SIL 2   | SPA 2   | LMN 1   | NÜR 2   | COA     | FUJ     | SHA     | BHR     | 104    | 3e       |